# Mazda 737C

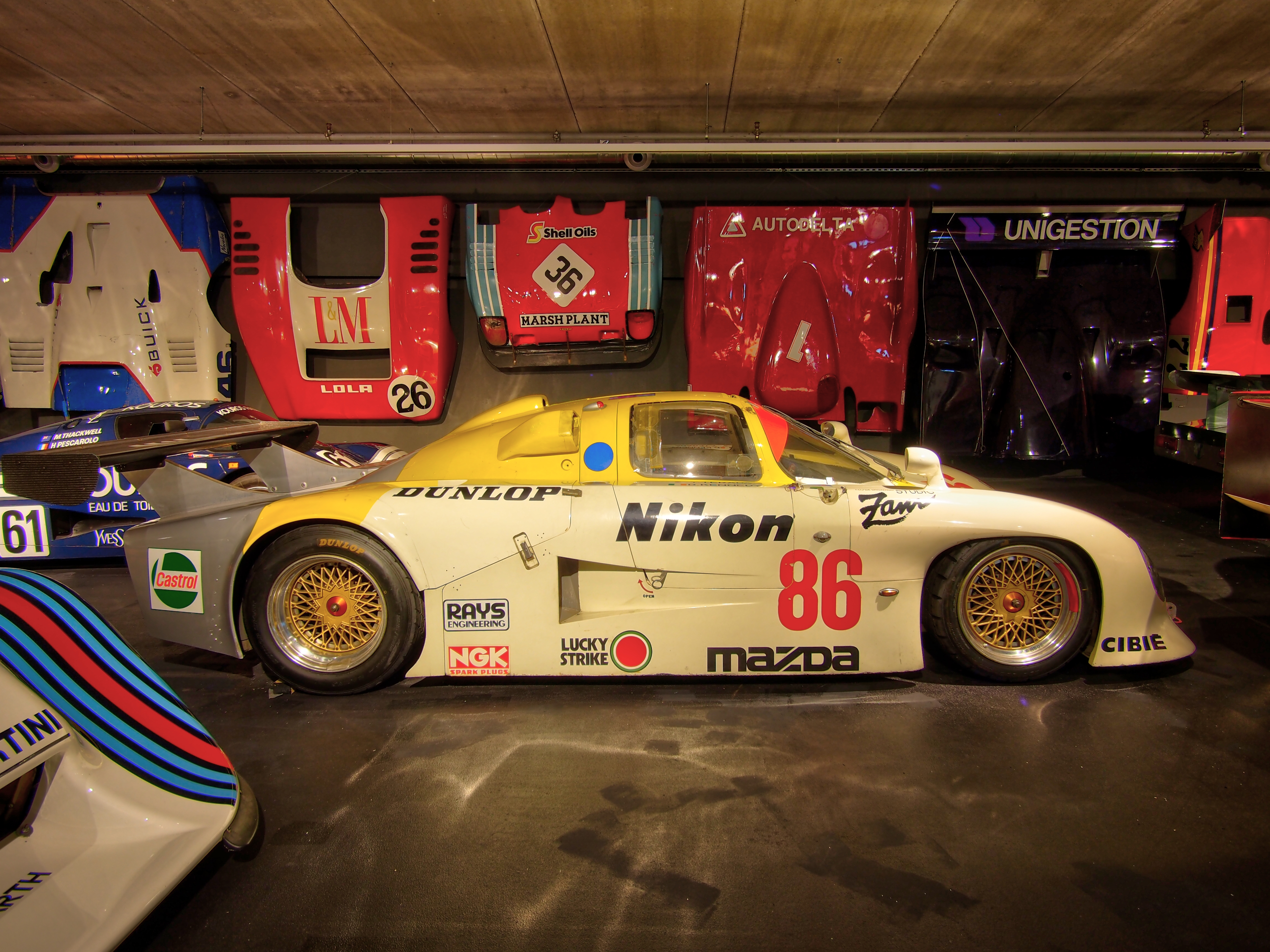
Mazda 737C

Der Mazda 737C war ein Rennwagen-Prototyp, der für Mazdaspeed für den Einsatz im 24-Stunden-Rennen von Le Mans in der Gruppe C2 gebaut wurde. Er stellte die letzte Entwicklungsstufe der ursprünglichen Mooncraft-Konstruktion dar, die mit dem 717C begann. Wiederum hatte der Wagen den 2-Scheiben-Wankelmotor, Typ Mazda 13B.

## Renngeschichte
Zwei 737C wurden 1985 im 24-Stunden-Rennen von Le Mans eingesetzt und belegten den 3. und den 6. Platz in der Gruppe C2. Die 737C wurden auch zum Teil in der Sportwagen-Weltmeisterschaft 1985 eingesetzt und erreichten den 8. Platz für Mazdaspeed in der Meisterschaft der Gruppe C2. In der All Japan Sports Prototype Championship wurde Mazda Fünfter der Konstrukteursmeisterschaft.
Die 737C landeten später in der Hand von Privatteams und wurden in der All Japan Sports Prototype Championship eingesetzt, nachdem Mazda den Typ durch den neuen 757 ersetzt hatte.